# Tôtes
Tôtes est une commune française, située dans le département de la Seine-Maritime en Normandie. Les Tôtais y résident.

## Géographie

### Description
La ville est située au carrefour des deux anciennes routes nationales (RN 27 et RN 29), ce qui avant la construction du réseau autoroutier en faisait un point de passage stratégique.

### Communes limitrophes
| Calleville-les-Deux-Églises | Biville-la-Baignarde   | Saint-Denis-sur-Scie       |
| Saint-Vaast-du-Val          | Tôtes                  | Vassonville                |
|                             | Varneville-Bretteville | Saint-Maclou-de-Folleville |

### Hydrographie
La commune est située dans le bassin Seine-Normandie. Elle n'est drainée par aucun cours d'eau,.

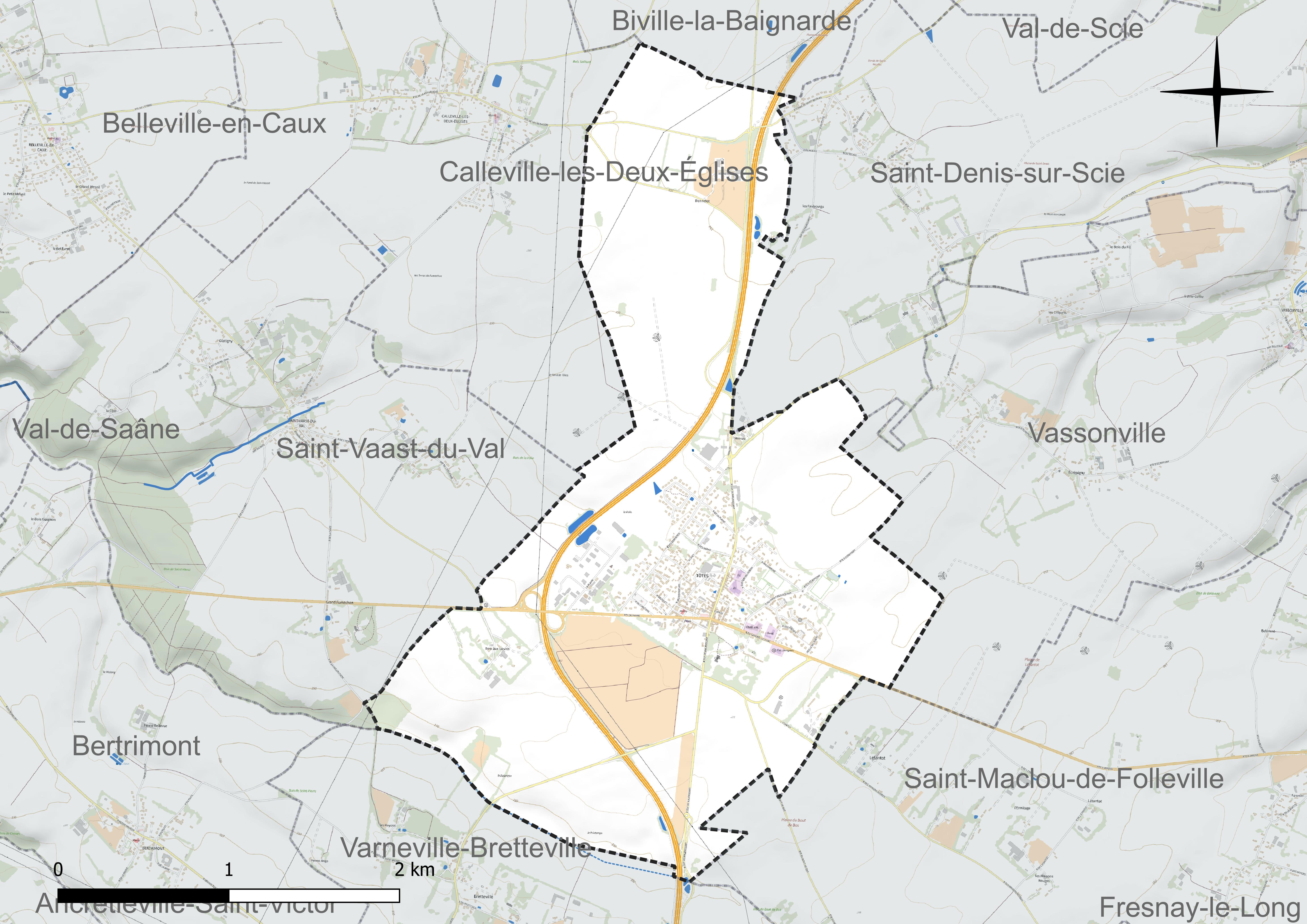
Réseau hydrographique de Tôtes.

### Climat
Pour des articles plus généraux, voir Climat de la Normandie et Climat de la Seine-Maritime.
En 2010, le climat de la commune est de type climat océanique altéré, selon une étude du CNRS s'appuyant sur une série de données couvrant la période 1971-2000. En 2020, Météo-France publie une typologie des climats de la France métropolitaine dans laquelle la commune est exposée à un climat océanique et est dans la région climatique  Côtes de la Manche orientale, caractérisée par un faible ensoleillement (1 550 h/an) ; forte humidité de l’air (plus de 20 h/jour avec humidité relative > 80 % en hiver), vents forts fréquents. Parallèlement le GIEC normand, un groupe régional d’experts sur le climat, différencie quant à lui, dans une étude de 2020, trois grands types de climats pour la région Normandie, nuancés à une échelle plus fine par les facteurs géographiques locaux. La commune est, selon ce zonage, exposée à un « climat maritime », correspondant au Pays de Caux, frais, humide et pluvieux, légèrement plus frais que dans le Cotentin.
Pour la période 1971-2000, la température annuelle moyenne est de 10,1 °C, avec une amplitude thermique annuelle de 14,3 °C. Le cumul annuel moyen de précipitations est de 933 mm, avec 13,6 jours de précipitations en janvier et 8,8 jours en juillet. Pour la période 1991-2020, la température moyenne annuelle observée sur la station météorologique la plus proche, située sur la commune d'Ectot-lès-Baons à 18 km à vol d'oiseau, est de 10,8 °C et le cumul annuel moyen de précipitations est de 905,5 mm,. Pour l'avenir, les paramètres climatiques de la commune estimés pour 2050 selon différents scénarios d'émission de gaz à effet de serre sont consultables sur un site dédié publié par Météo-France en novembre 2022.

## Urbanisme

### Typologie
Au 1er janvier 2024, Tôtes est catégorisée bourg rural, selon la nouvelle grille communale de densité à sept niveaux définie par l'Insee en 2022.
Elle est située hors unité urbaine. Par ailleurs la commune fait partie de l'aire d'attraction de Rouen, dont elle est une commune de la couronne,. Cette aire, qui regroupe 317 communes, est catégorisée dans les aires de 200 000 à moins de 700 000 habitants,.

### Occupation des sols
L'occupation des sols de la commune, telle qu'elle ressort de la base de données européenne d’occupation biophysique des sols Corine Land Cover (CLC), est marquée par l'importance des territoires agricoles (87 % en 2018), en diminution par rapport à 1990 (92,6 %). La répartition détaillée en 2018 est la suivante : 
terres arables (71,9 %), zones urbanisées (13 %), prairies (9 %), cultures permanentes (6 %). L'évolution de l’occupation des sols de la commune et de ses infrastructures peut être observée sur les différentes représentations cartographiques du territoire : la carte de Cassini (XVIIIe siècle), la carte d'état-major (1820-1866) et les cartes ou photos aériennes de l'IGN pour la période actuelle (1950 à aujourd'hui).

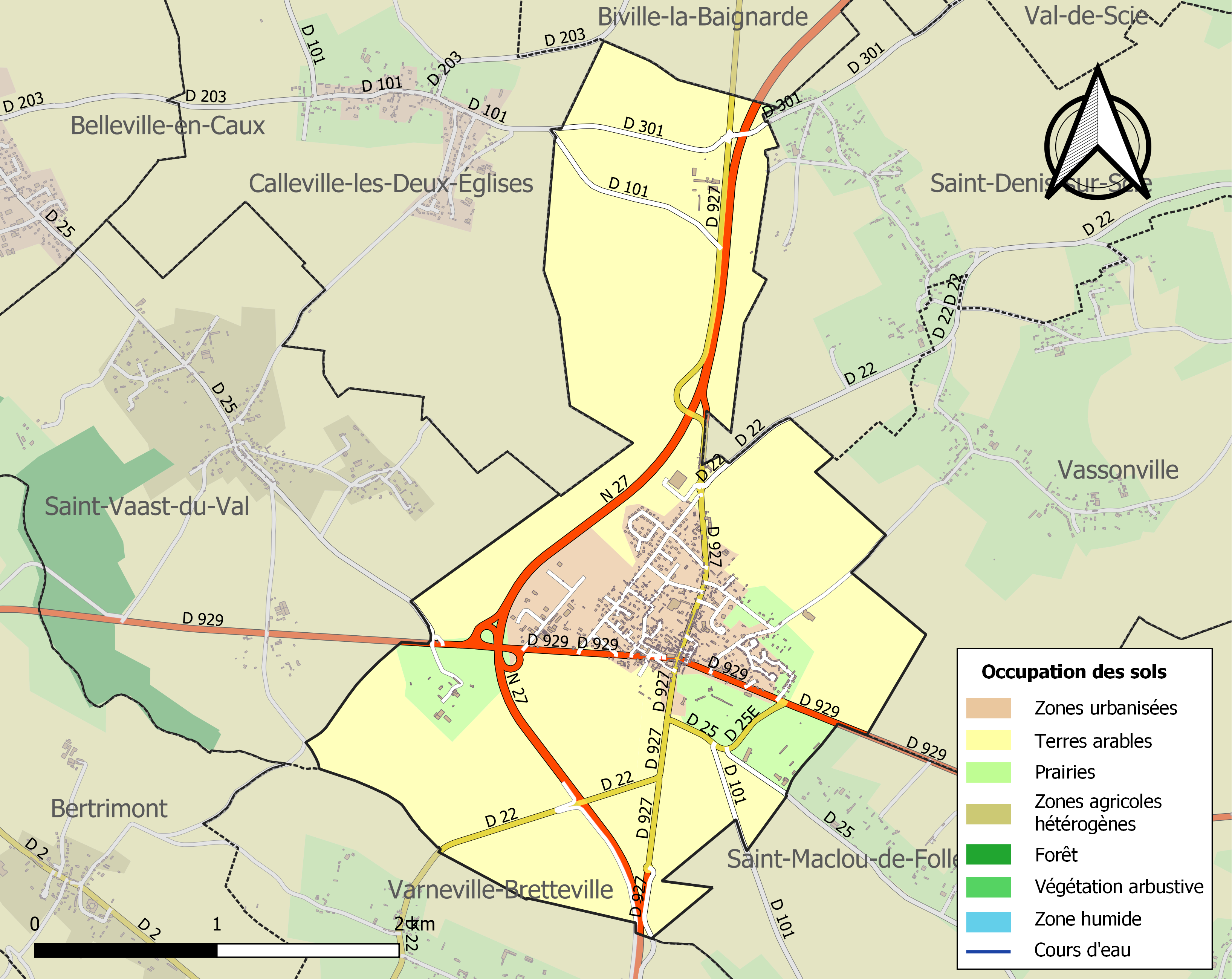
Carte des infrastructures et de l'occupation des sols de la commune en 2018 (CLC).

## Toponymie
Le nom de la localité est attesté sous les formes Villae quae dicitur Totes en 1030 (Jean Adigard des Gautries, 1959, p. 274) ; In villa que dicitur Toste en 1088 (Vernier Jumièges I, 117); Apud Tostas en 1172, 1173 et 1178; Apud Tostas en 1179 (Beaurepaire Saint-Victor, 403) ; In Tostes en 1180 (Stapleton, 63) ; Ecclesia de Tostes et Ecclesia de Tostis vers 1240 ; Tostes entre 1337 et 1431 (Auguste Longnon, 34, 91); Tostes entre 1319 et 1398, entre 1403 et 1422 (Archives départementales de la Seine-Maritime, G 3267, 3268) ; Ospital de Saint Martin de Tostes en 1409  et 1411 (Archives départementales de la Seine-Maritime tab. Rouen, reg. 14, f. 27 v.) ; Saint Martin de Tostes en 1454, 1461 et 1465 (Archives départementales de la Seine-Maritime, tab. Rouen) ; Grand fief de Tostes et paroisse de Tostes en 1409 (Archives de Seine-Maritime E, fds Pont-Saint-Pierre) ; Fief à Tostes en 1673 ; Saint Martin de Tostes en 1714 (Archives départementales de la Seine-Maritime, G 738) ; Tostes en  1715 (Frémont) ; Totes en 1757 (Cassini).
Tôtes procède du norrois topt, toft (danois toft, norvégien modernes tuft) « emplacement d'une ferme, domaine rural ». Le -s final n'est pas la marque d'un ablatif locatif mais d'un accusatif pluriel comme l'indiquent les noms du même type, à savoir les appellatifs d'origine scandinave employés seuls et sans articles, par exemple Boos (Seine-Maritime, Bothas vers 1049). Il correspond au nominatif pluriel en -s des termes en -a masculin du vieil anglais  (type guma  « homme ») cf. noms de lieux anglais de même origine Tofts et Booths. Au singulier, topt, toft a donné Le Tot de manière autonome ou -tot, appellatif suffixé.
Homonymie avec Tostes (Eure), Tostes (Calvados) et Tofts (Norfolk, Angleterre).

## Histoire
Des fouilles réalisées en juillet 2004 ont révélé l’existence d’une occupation rurale gallo-romaine sur le site de la zone d'activités actuelle. L'ensemble mis au jour — certainement une villa rustica gallo-romaine — se met en place dans le courant du Ier siècle, sur un terrain auparavant inoccupé, et perdure jusqu’au IIIe siècle.
En 1030, une partie du village de Tôtes est donnée à l'abbaye la Trinité-du-Mont de Rouen. Quelques années plus tard, en 1066, un seigneur de Tôtes combat lors de la  bataille d'Hastings.
On notera ensuite l'existence d'un château où a lieu en 1589 une entrevue entre les gouverneurs du Havre et de Dieppe, au temps de la Ligue.
La commune actuelle est formée en 1809 par fusion des deux anciennes communes de Tôtes et de Bennetot (Bernetot en 1032—35, « le domaine de Beornus », nom de personne anglo-saxonne.

## Politique et administration

### Liste des maires
| Période                                  | Période                    | Identité                            | Étiquette    | Qualité |
| ---------------------------------------- | -------------------------- | ----------------------------------- | ------------ | --- |
| 1816                                     | 1828 (†)                   | Amable Pierre de Maurès de Malartic |              | Député |
| Les données manquantes sont à compléter. |                            |                                     |              | |
| ca 1848                                  |                            | Savouray                            |              | Notaire honoraire |
| Les données manquantes sont à compléter. |                            |                                     |              | |
| 1864                                     |                            | de Malartic                         |              | |
| 1881                                     | 31 décembre 1891 (†)       | Maxime de Maurès de Malartic        |              | Conseiller général |
| Les données manquantes sont à compléter. |                            |                                     |              | |
| 1930                                     | 1936                       | A. Lambert                          |              | |
| Les données manquantes sont à compléter. |                            |                                     |              | |
| 1963                                     |                            | G. Delacroix                        |              | |
| mars 1989                                | novembre 2012              | Jean-Marie Leduc                    | PS           | Inséminateur Député de la Seine-Maritime (10e circ.) (1988 → 1993) Suppléant du député Gérard Fuchs (1997-2002) Conseiller régional[Quand ?] Conseiller général de Tôtes (1979 → 1985) Démissionnaire |
| décembre 2012                            | En cours (au 10 août 2020) | Jean-Yves Billoré,                  | Génération.s | Fonctionnaire territorial Vice-président de la CC des Trois Rivières (2008 → 2011) Président du SIVOS (2020 → ) Réélu pour le mandat 2020-2026                                                        |

### Jumelages
- Bleckede (Allemagne) depuis 1977.
- Monreal del Campo (Espagne).

## Démographie
L'évolution du nombre d'habitants est connue à travers les recensements de la population effectués dans la commune depuis 1793. Pour les communes de moins de 10 000 habitants, une enquête de recensement portant sur toute la population est réalisée tous les cinq ans, les populations de référence des années intermédiaires étant quant à elles estimées par interpolation ou extrapolation. Pour la commune, le premier recensement exhaustif entrant dans le cadre du nouveau dispositif a été réalisé en 2008.

En 2022, la commune comptait 1 555 habitants, en évolution de −0,89 % par rapport à 2016 (Seine-Maritime : +0,35 %, France hors Mayotte : +2,11 %).
| 1793 | 1800 | 1806 | 1821 | 1831 | 1836 | 1841 | 1846 | 1851 |
| ---- | ---- | ---- | ---- | ---- | ---- | ---- | ---- | ---- |
| 520  | 510  | 505  | 637  | 746  | 811  | 901  | 945  | 986  |

| 1856 | 1861 | 1866 | 1872 | 1876 | 1881 | 1886 | 1891 | 1896 |
| ---- | ---- | ---- | ---- | ---- | ---- | ---- | ---- | ---- |
| 823  | 811  | 828  | 830  | 834  | 834  | 788  | 811  | 734  |

| 1901 | 1906 | 1911 | 1921 | 1926 | 1931 | 1936 | 1946 | 1954 |
| ---- | ---- | ---- | ---- | ---- | ---- | ---- | ---- | ---- |
| 650  | 751  | 713  | 671  | 642  | 667  | 640  | 703  | 722  |

| 1962 | 1968 | 1975 | 1982 | 1990  | 1999  | 2006  | 2008  | 2013  |
| ---- | ---- | ---- | ---- | ----- | ----- | ----- | ----- | ----- |
| 826  | 819  | 848  | 956  | 1 059 | 1 084 | 1 285 | 1 330 | 1 508 |

| 2018  | 2022  | - | - | - | - | - | - | - |
| ----- | ----- | - | - | - | - | - | - | - |
| 1 549 | 1 555 | - | - | - | - | - | - | - |

## Culture locale et patrimoine

### Lieux et monuments
- La situation de carrefour de la ville a amené la construction en 1611 de l'auberge du Cygne, qui sera un relais postal (sous Louis XIII) et un lieu où ont séjourné diverses personnalités.
- Le château de Belloy, appelé aussi château de Tôtes, est édifié au XIXe siècle. Les comte Stephen et marquis Henry de Belloy Saint-Liénard y ont leur résidence en 1910[28].
- Le manoir du Bosc-aux-lièvres, plus ancien et situé dans un hameau à l'écart du centre-bourg, a beaucoup de charme, avec ses deux tourelles encadrant une jolie façade en briques.
- L'actuelle église Saint-Martin date également du XIXe, période au cours de laquelle elle fut reconstruite en style néo-gothique.

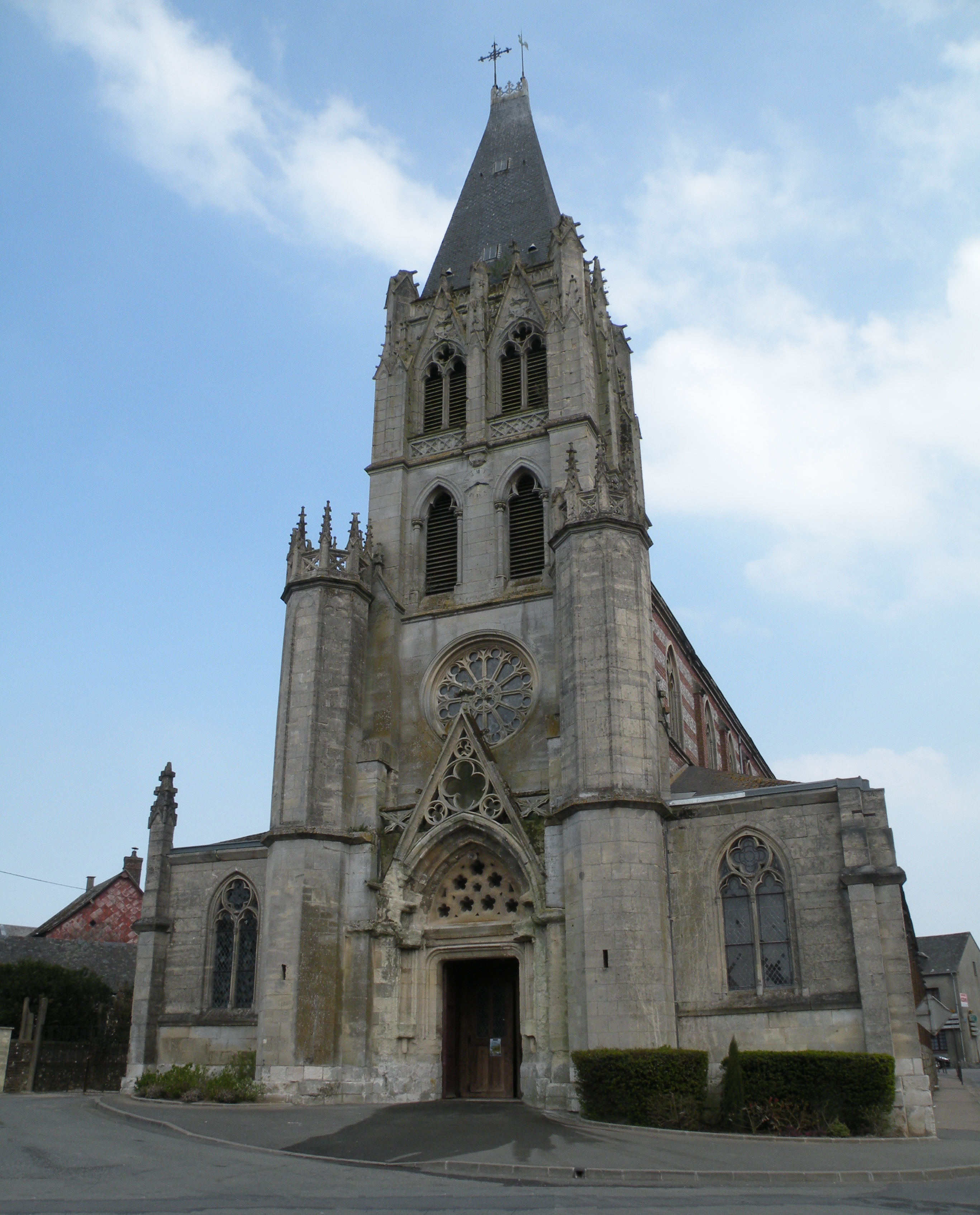
L'église Saint-Martin.
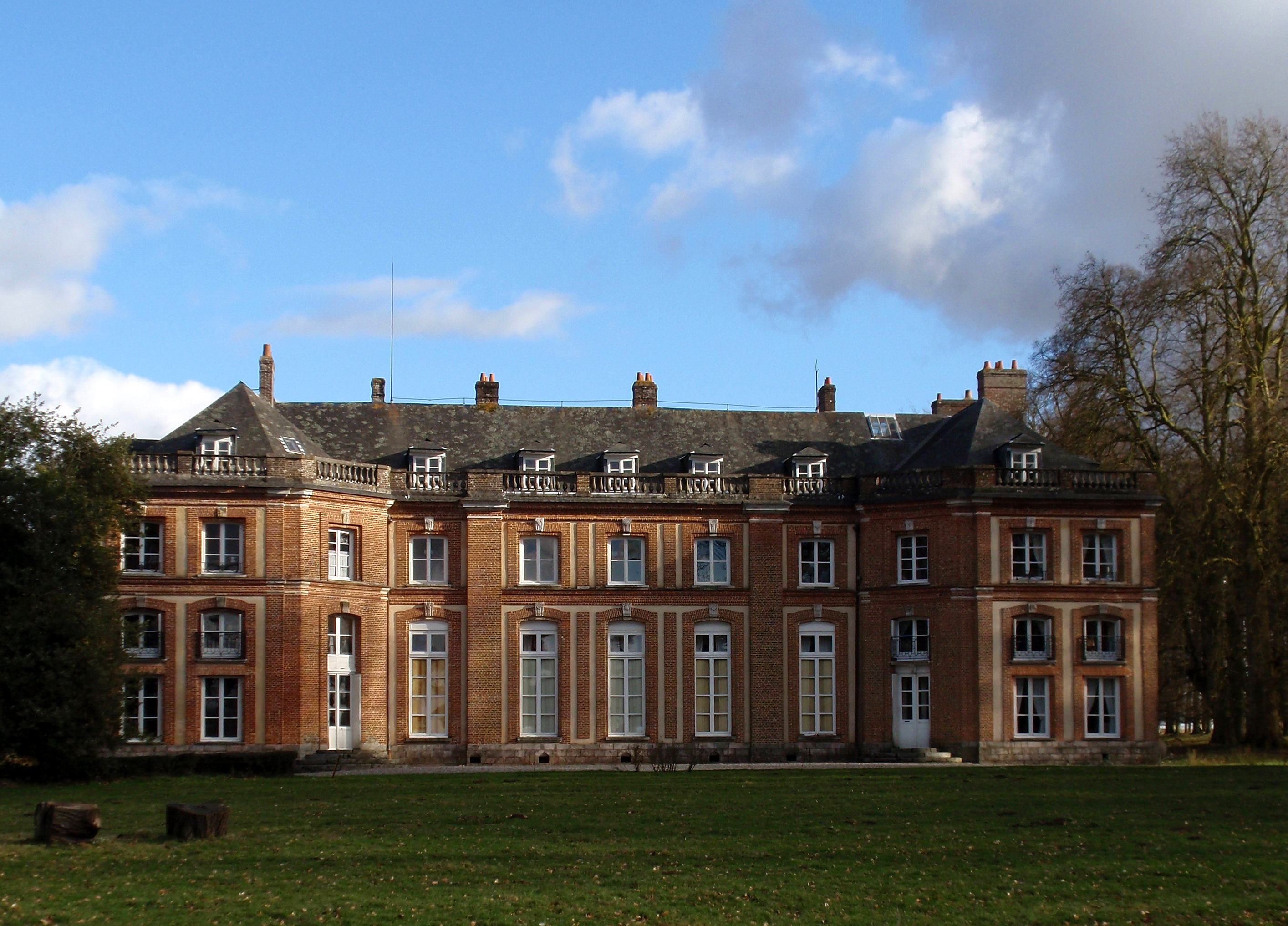
Le château de Tôtes.
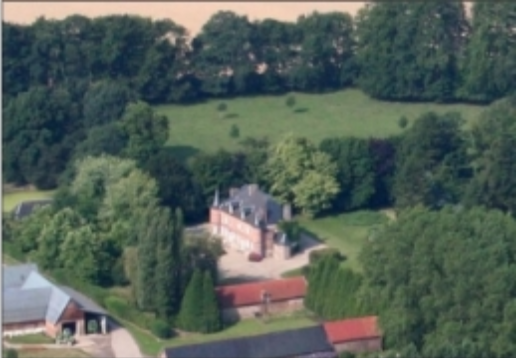
Manoir du Bosc-aux-lièvres

### Tableaux représentant Tôtes
Le peintre Henri Rivière a peint de nombreux tableaux représentant Tôtes entre 1923 et 1925 :

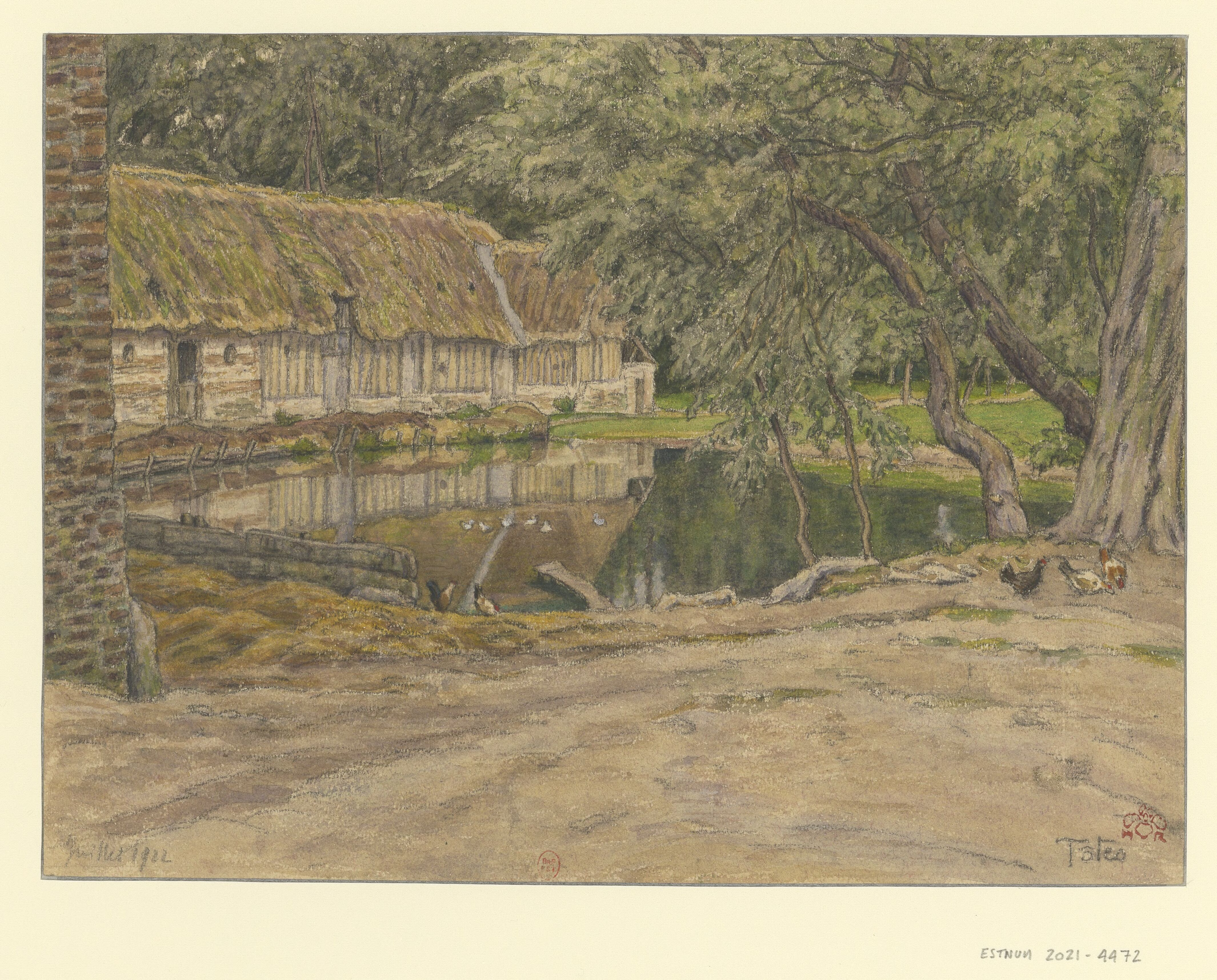
Tôtes (dessin, 1922).
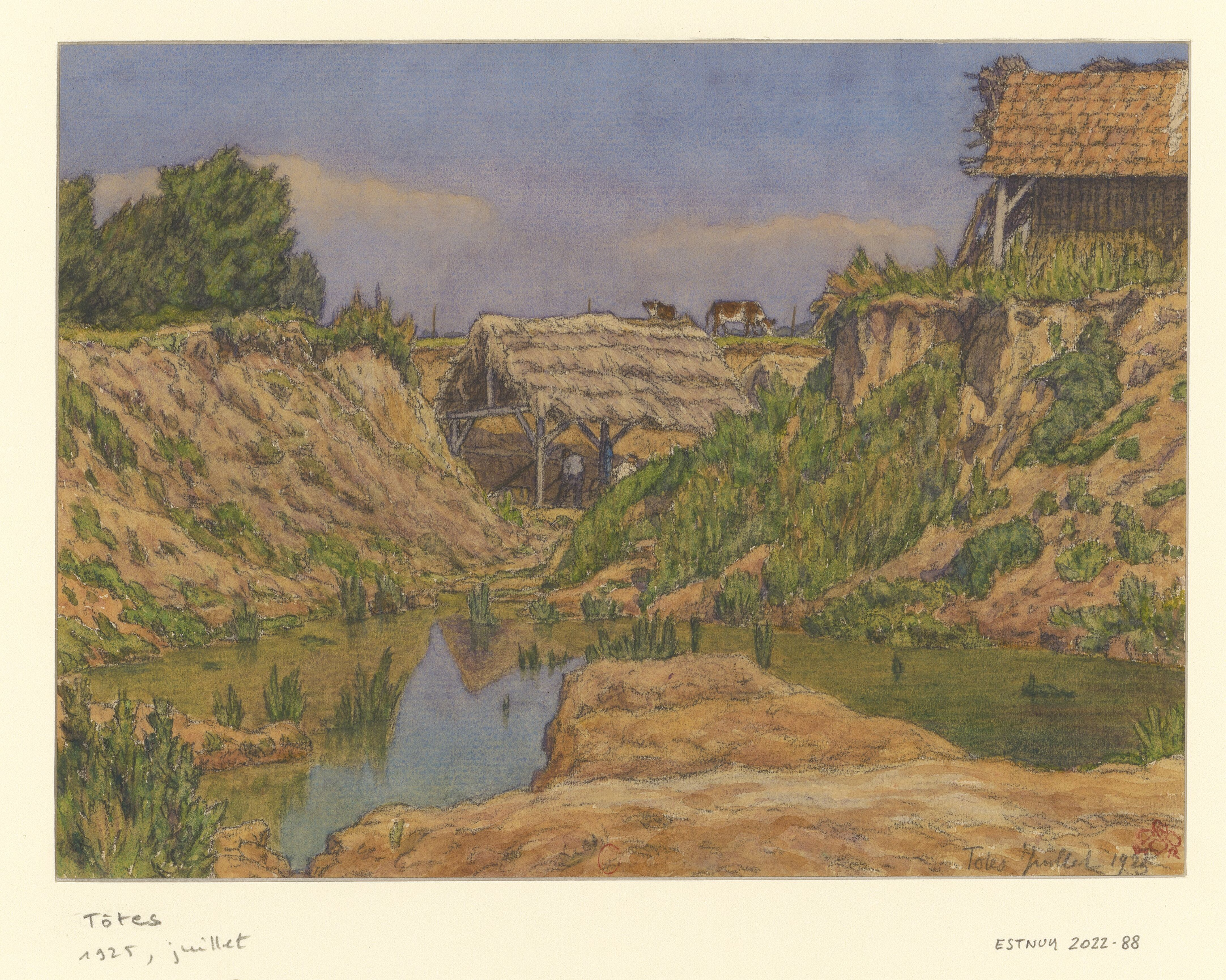
Tôtes (dessin, 1923).
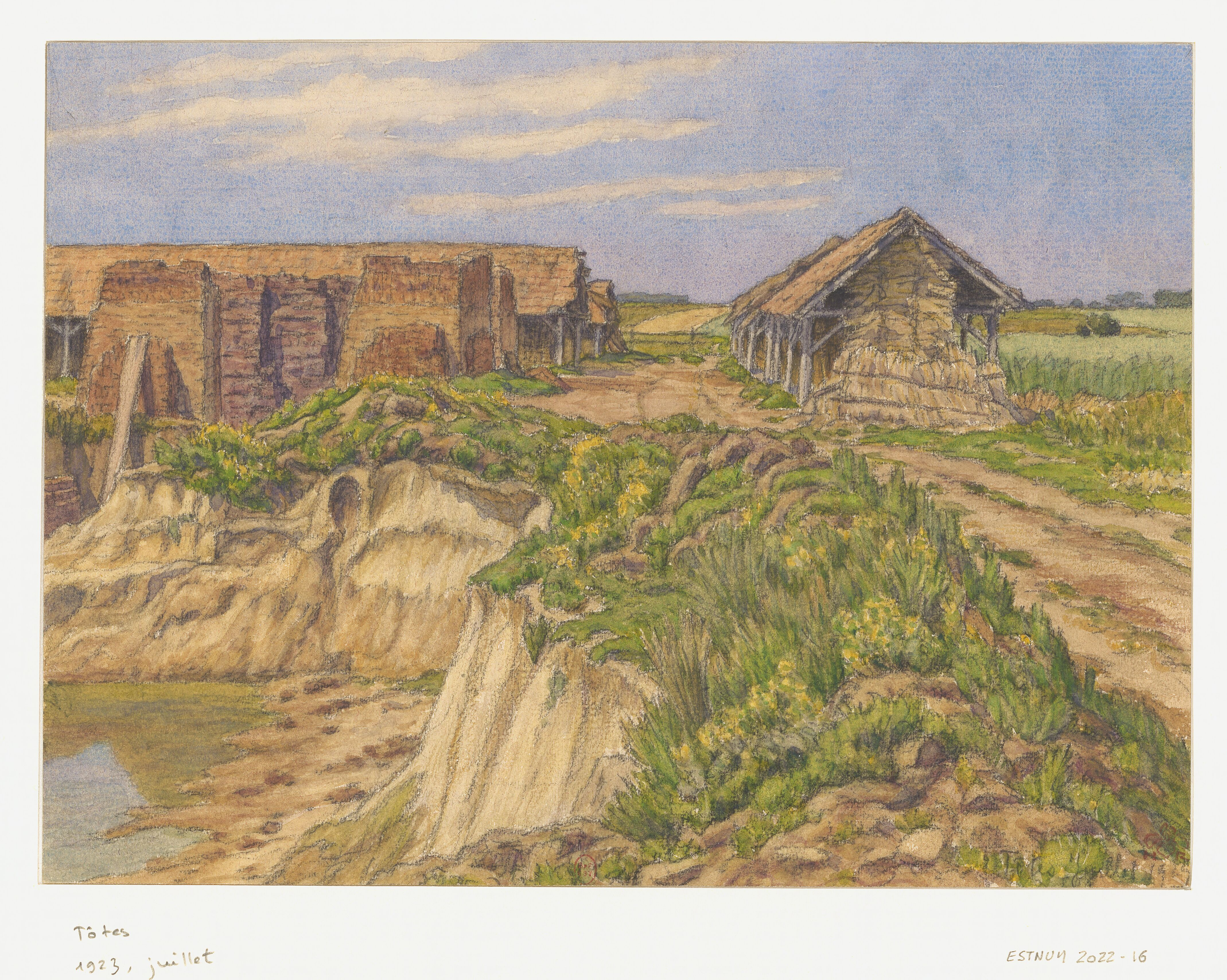
Tôtes (dessin, 1923).
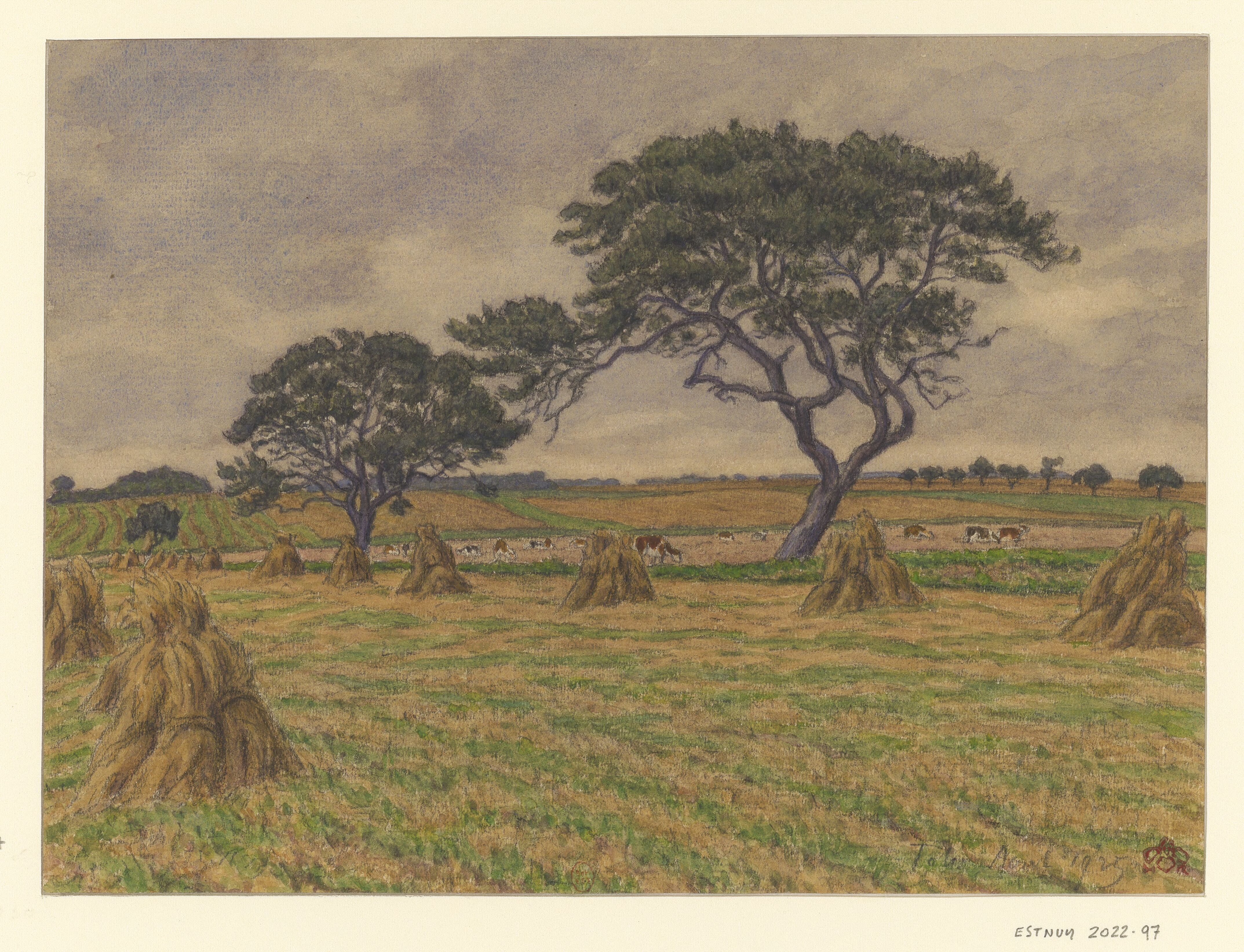
Tôtes (dessin, 1925).
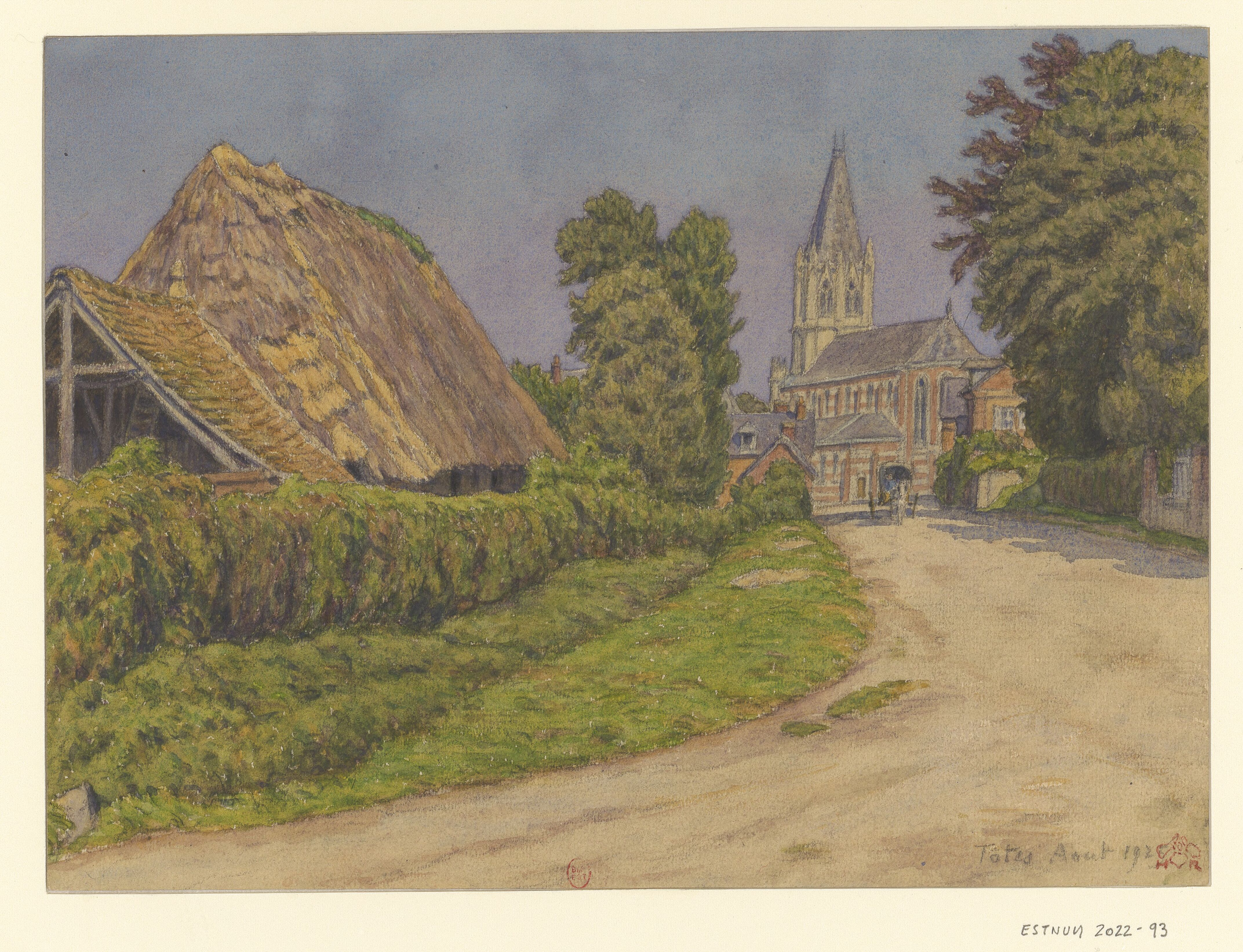
Tôtes (dessin, 1925).
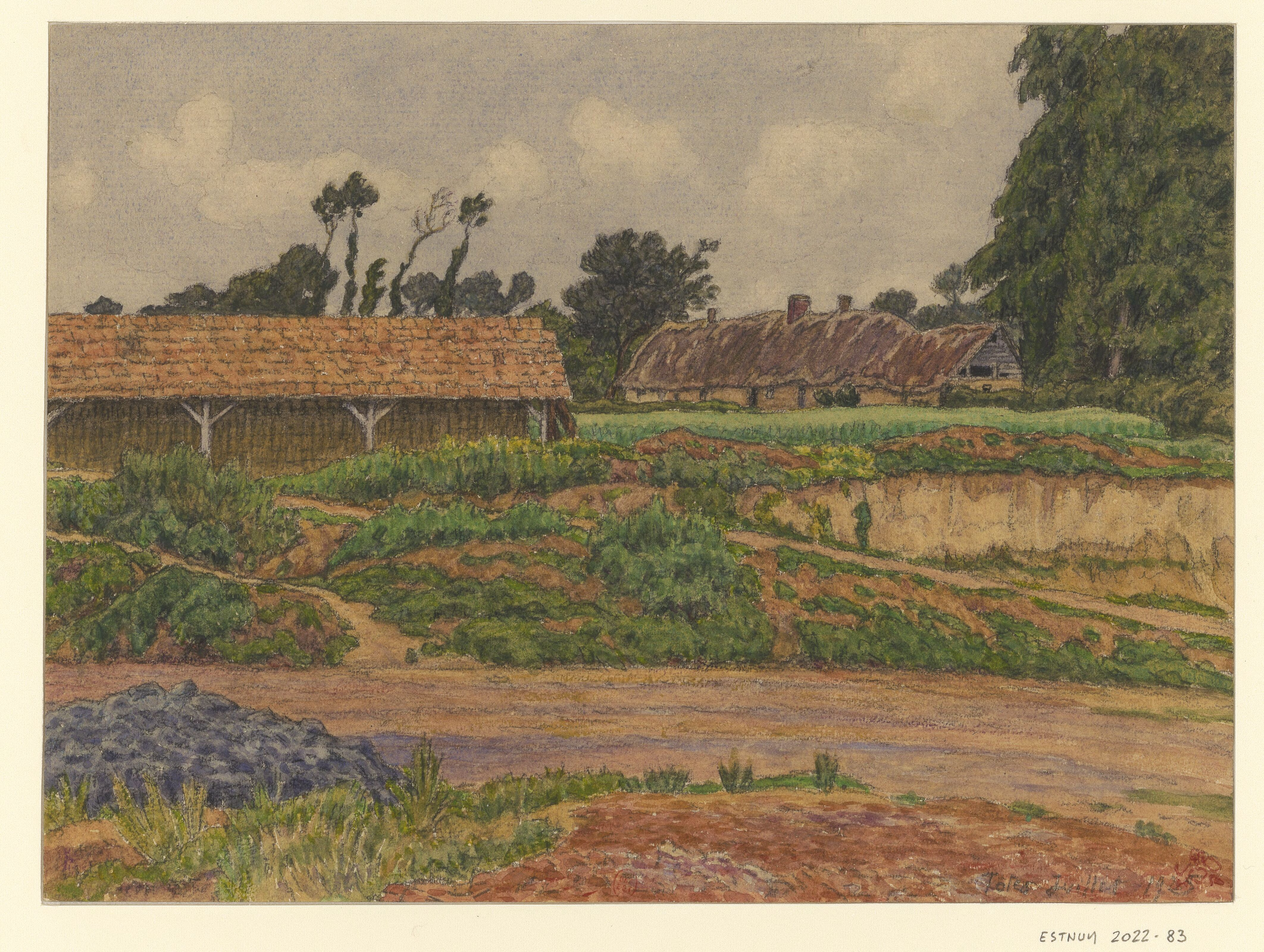
Tôtes (dessin, 1925).
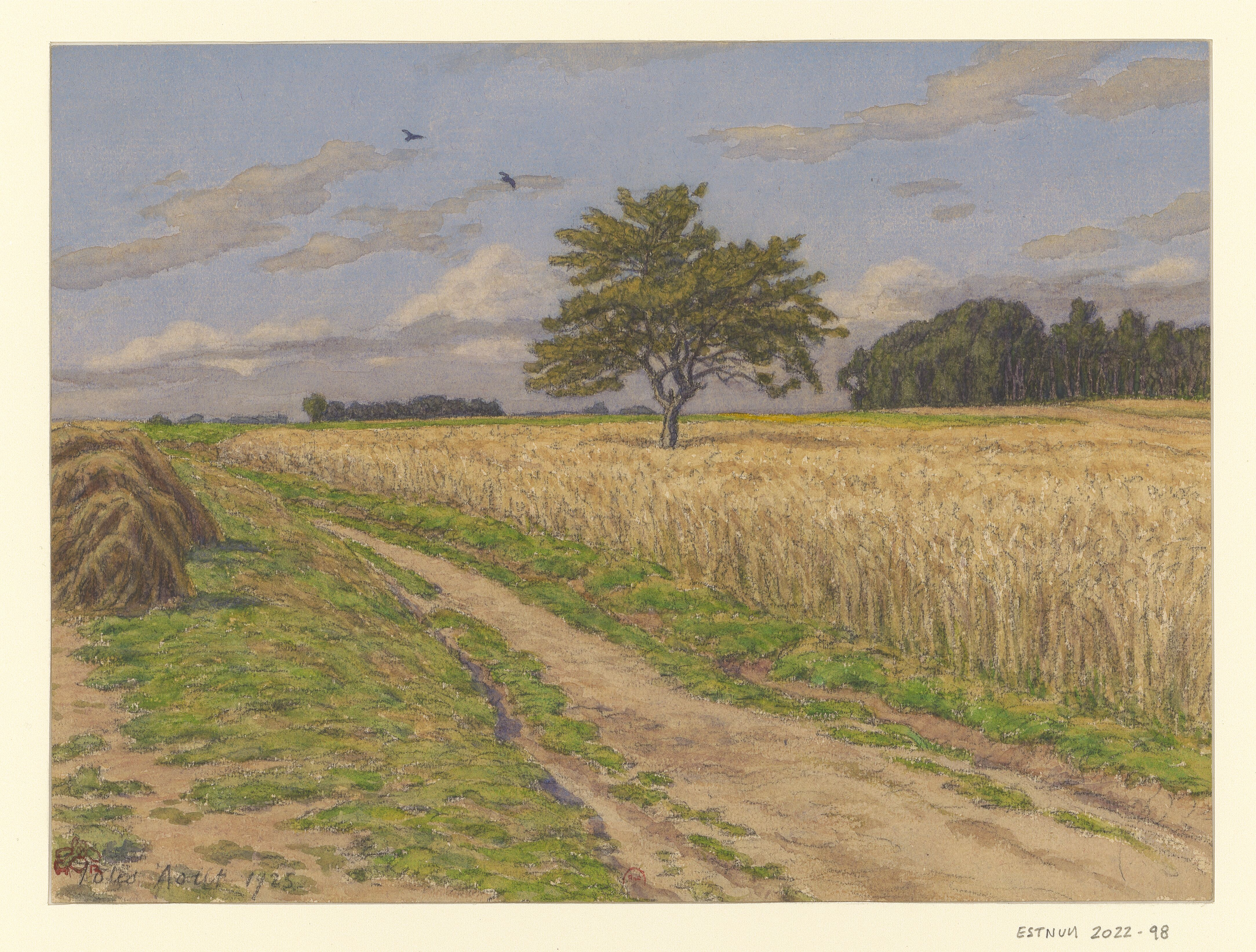
Tôtes (dessin, 1925).
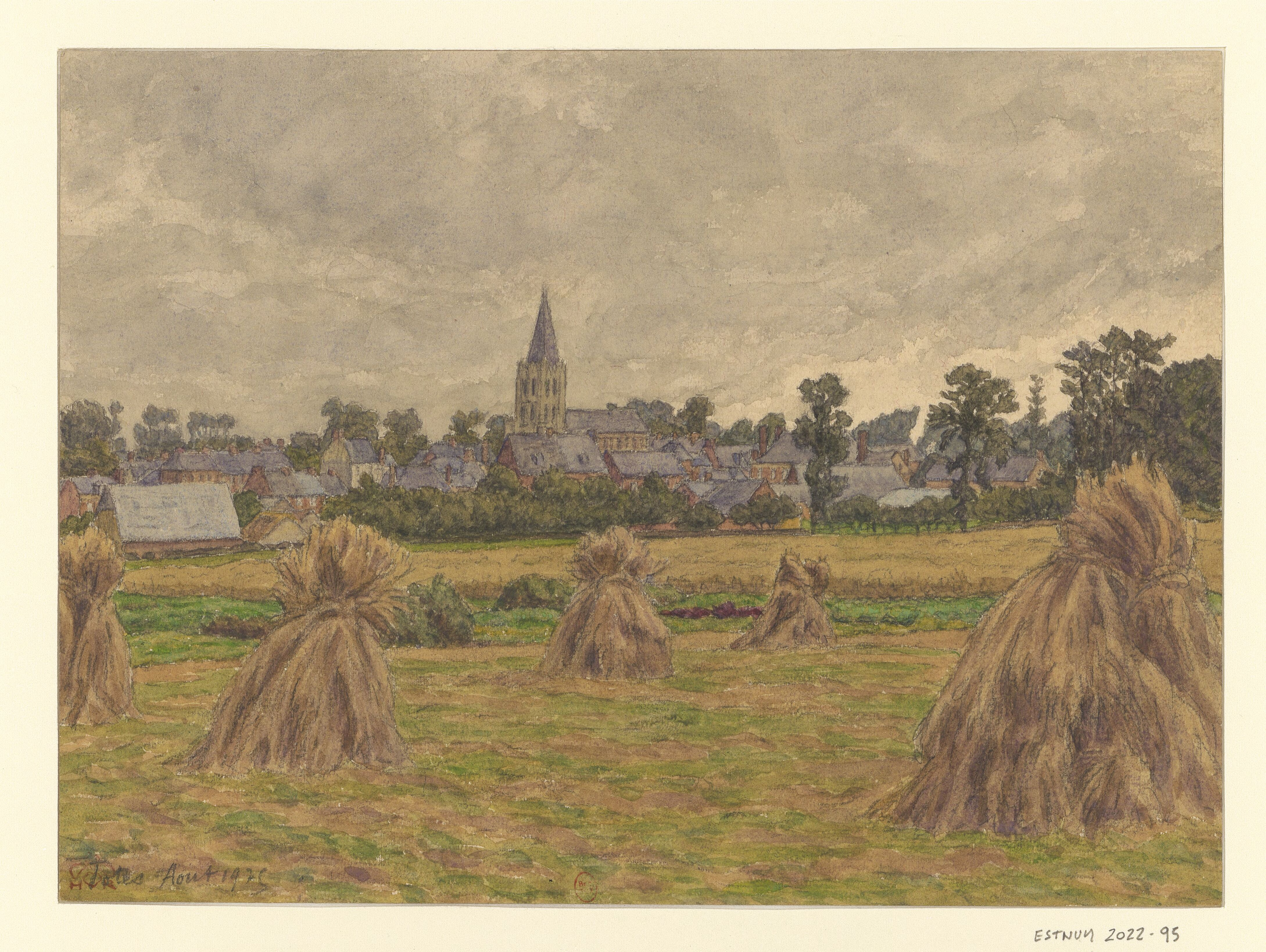
Tôtes (dessin, 1925).

### Personnalités liées à la commune
- Gustave Flaubert et Guy de Maupassant comptent parmi les personnalités ayant séjourné durablement à l'auberge du Cygne. C'est à Tôtes, alors orthographié Tostes, que Flaubert installe le couple Charles et Emma Bovary, dans son roman Madame Bovary (1857).
- Estelle Lefébure, mannequin, y a habité.
- C'est dans une auberge de Tôtes à la grande cheminée, également relais de poste, que se déroule, à l'hiver de 1870, la majeure partie de la nouvelle Boule de suif, écrite par Guy de Maupassant.

### Héraldique
| Blason de Tôtes | Blason  | Parti : au 1) de gueules aux trois oies d'argent, au 2) coupé en I d'or aux trois marteaux contournés de gueules et en II d'azur aux trois croisettes d'argent ; sur le tout d'or au chef d'azur chargé de trois étoiles aussi d'or. |
| Blason de Tôtes | Détails | |

## Pour approfondir